# Docalidia triangularis
Docalidia triangularis är en insektsart som beskrevs av Henry Fairfield Osborn 1924. Docalidia triangularis ingår i släktet Docalidia och familjen dvärgstritar. Inga underarter finns listade i Catalogue of Life.